# Les Christidis
Les Christidis (Leslie Christidis) est un ornithologue australien né le 30 mai 1959. Son principal domaine d'étude est l'évolution et la systématique des oiseaux. Il a été assistant directeur de l'Australian Museum entre 2004 et 2009.